# Dante's Cove
Dante's Cove è una serie televisiva statunitense horror trasmessa su here!, canale satellitare orientato al pubblico LGBT.
Ideata da Michael Costanza e diretta da Sam Irvin, Dante's Cove combina elementi della fictionhorror con quelli del genere soap opera. La storia ruota intorno a personaggi di Kevin (Gregory Michael) e Toby (Charlie David), una giovane coppia omosessuale che cerca di stare insieme, nonostante le forze del male si stiano muovendo contro di loro.
La serie ha debuttato nel 2005 e si è sviluppata in tre stagioni, di cui l'ultima è terminata il 21 dicembre 2007.

## Personaggi e interpreti
- William Gregory Lee: Ambrosius Vallin (stagione 1-3)
- Tracy Scoggins: Grace Neville (stagione 1-3)
- Gregory Michael: Kevin Archer (stagione 1-3)
- Charlie David: Toby Moraitis (stagione 1-3)
- Nadine Heimann: Van (stagioni 1-2)
- Josh Berresford: Cory Dalmass (stagioni 1-2)
- Diane Davisson: Sadia (stagioni 1-2)
- Michaela Mann: Chrissy (stagione 1)
- Zara Taylor: Amber (stagione 1)
- Rena Riffel: Tina (stagione 1)
- Stephen Amell: Adam (stagione 1)
- Jon Fleming: Adam (stagione 2-3)
- Thea Gill: Diana Childs (stagione 2-3)
- Erin Cummings: Michelle (stagione 2)
- Jill Bennett: Michelle (stagione 3)
- Gabriel Romero: Marco Laveau (stagione 2-3)
- Michelle Wolff: Brit (stagione 2-3)
- German Santiago: Kai (stagione 2)
- Dylan Vox: Colin (stagione 2)
- Jensen Atwood: Griff (stagione 3
- Jenny Shimizu: Elena (stagione 3)
- Reichen Lehmkuhl: Trevor (stagione 3)

## Episodi

### Prima stagione
1. The Beginning (7 ottobre 2005). L'episodio ha una durata di 81 minuti.
Nel 1840 nella città dell'isola di Dante's Cove, Ambrosius Vallin sta per sposare Grace Neville. Quando Grace scopre Ambrosius copulare col suo cameriere, uccide quest'ultimo usando i suoi poteri di strega di una setta religiosa mistica chiamata Tresum. Grace imprigiona poi Ambrosius nel seminterrato della sua casa, maledicendolo per l'eternità. L'unico modo che Ambrosius ha per riacquisire la sua libertà è attraverso il bacio di un bel giovane.
Nel presente, Kevin si sposta a Dante's Cove con il suo fidanzato Toby, dopo essere stato cacciato di casa dal suo patrigno omofobo. Vive con Toby nella vecchia casa di Grace, ora Hotel Dante; insieme a Toby ci sono Van, un'artista lesbica, e Adam, amico d'infanzia di Toby. Kevin inizia a sentire delle voci che lo chiamano per nome.
Durante una festa, Kevin seguendo la voce che lo assilla viene portato nel seminterrato e trova Ambrosius. Ambrosius lo bacia, riguadagnando la sua giovinezza e la libertà. Inoltre usa i poteri di Tresum, appresi mentre era in cattività, contro Kevin, costringendolo a tagliarsi il polso e così farsi portare in ospedale.
2. Then There Was Darkness (4 novembre 2005). L'episodio ha una durata di 104 minuti.
Mentre Kevin si trova in ospedale, Grace lo uccide, sperando così che Ambrosius ritorni da lei. Ma Ambrosius, dopo aver dato l'ultimo bacio a Kevin, scopre la verità e affronta Grace, avendone la meglio. Decide così di incatenarla nel seminterrato della sua casa, proprio come lei aveva fatto con lui.
Nel frattempo Kevin, grazie al bacio di Ambrosius, si risveglia dalla morte. Così Ambrosius decide di allontanare Toby per poter stare per sempre con Kevin, facendosi aiutare da Cory, che rende suo schiavo.
Quando Van e Toby vanno alla Società Storica per fare chiarezza sugli strani eventi che stanno accadendo, scoprono la verità su Ambrosius e trovano il Libro di Tresum. Dopo l'ennesimo divieto di poter fare visita a Kevin, i due decidono allora di intrufolarsi in ospedale, dove annullano la maledizione fatta da Ambrosius e liberano Kevin. Durante la notte però, Ambrosius e Cory gettano in mare Toby, mentre Grace si libera dalle catene.

### Seconda stagione
1. Some Kind of Magic (1º settembre 2006)
2. Playing With Fire (15 settembre 2006)
3. Come Together (1º ottobre 2006)
4. Spring Forward (15 ottobre 2006)
5. The Solstice (1º novembre 2006)

### Terza stagione
1. Sex and Death (And Rock and Roll) (19 ottobre 2007)
2. Blood Sugar Sex Magik (9 novembre 2007)
3. Sexual Healing (23 novembre 2007)
4. Like A Virgin (7 dicembre 2007)
5. Naked In The Dark (21 dicembre 2007)